# Zoeterwoude-Dorp
Pour les articles homonymes, voir Dorp.
Zoeterwoude-Dorp est un village de la commune néerlandaise de Zoeterwoude, dans la province de la Hollande-Méridionale. En 2009, le village comptait environ 4 300 habitants.